# Parafia Wniebowzięcia Najświętszej Maryi Panny w Galinach
Parafia Wniebowzięcia Najświętszej Maryi Panny w Galinach – parafia rzymskokatolicka, znajdująca się w archidiecezji warmińskiej, w dekanacie Bartoszyce. W parafii posługują księża archidiecezjalni. Proboszczem parafii jest ks. Karol Krukowski.